# نانامي هاشيموتو
نانامي هاشيموتو (橋本 奈 々 未 هاشيموتو نانامي، من مواليد 20 فبراير 1993 في اساهيكاوا، هوكايدو) مغنية أيدول، عارضة أزياء وممثلة يابانية وعضو سابق في مجموعة الفتاة اليابانية نوغيزاكا 46.

## روابط خارجية
- نانامي هاشيموتو على موقع IMDb (الإنجليزية)
- نانامي هاشيموتو على موقع قاعدة بيانات الفيلم (الإنجليزية)

- Official agency profile
 (باليابانية)
- نانامي هاشيموتو في قاعدة بيانات الأفلام على الإنترنت